# Grubenunglück von Los Frailes
Koordinaten: 37° 31′ 0″ N, 6° 15′ 0″ W
Der Damm des Absetzbeckens der Zink- und Bleimine Los Frailes in Aznalcóllar bei Sevilla in Andalusien (Spanien) brach am 25. April 1998.
Bei dem Bruch des 25 m hohen Dammes gelangten 4 bis 5, vielleicht auch 7 Millionen m³ giftige Abraumschlämme aus dem Bergwerk von Aznalcóllar in den nahe gelegenen Fluss Río Agrio, einen Nebenfluss des Río Guadiamar. Der Schlamm bedeckte 4000 Hektar Ackerland und bedrohte den zum UNESCO-Welterbe gehörenden Nationalpark Coto de Doñana. Es war eine große ökologische Katastrophe; Todesopfer gab es nicht. Naturschützer hatten jahrelang auf die mangelnde Sicherheit der Anlage hingewiesen. 
Das Bergwerk gehört der Boliden Ltd., einer Schwedisch-Kanadischen Gesellschaft.
Die Uhrzeit des Bruches konnte später mit 1:00 Uhr nachts rekonstruiert werden, weil zu dieser Zeit eine Stromleitung ausfiel. Etwa um 3:00 Uhr inspizierte ein Elektriker die Leitungstrasse und bemerkte dabei Risse in der Dammkrone und nur noch wenig Wasser in dem Becken, was bedeutete, dass das meiste vor 3:00 Uhr ausgelaufen war. Ein Pegel bei Sanlúcar la Mayor stellte den Maximalabfluss um 3:30 Uhr fest. Der Ausfluss aus dem Becken war um 8:00 Uhr beendet. Der Pegelstand fiel bis 18:00 Uhr auf Normalstand.
Die Bresche im Damm war schließlich 20 m breit. Der Damm war bis zu 60 m verschoben worden.
Als Ursache wird ein Grundbruch eines Trenndamms zwischen zwei Einzelbecken vermutet, der dann den Bruch des Hauptdammes bewirkte.
Schwachpunkte sollen schon zwei Jahre vorher in einem geotechnischen Gutachten entdeckt worden sein. 